# Crash du vol Bruxelles-Londres (1935)
Ne doit pas être confondu avec Crash du vol Bruxelles-Londres (1948).
Le crash du vol Bruxelles-Londres désigne un accident aérien survenu le 10 décembre 1935 près de Tatsfield, dans le comté de Surrey, en Angleterre, lorsqu'un Savoia-Marchetti S.73 de la compagnie aérienne belge Sabena immatriculé OO-AGN, s'écrasa dans un champ.
L'appareil effectuait un vol entre l'aérodrome de Haren (Bruxelles) et l'aéroport de Croydon (Londres), transportant 11 personnes dont 4 membres d'équipage. Il n'y eut aucun survivant. L'une des victimes est John Carden (6e baron) (en), un concepteur de véhicules blindés de l'entreprise Vickers.